# 재일대한기독교회
재일대한기독교회(在日大韓基督教会)는 재일 한국인 기독교회이다. 1908년, 이수정을 포함한 일본 내의 한국인 유학생들에 의해서 도쿄 교회(東京教会)라는 명칭으로 일본 도쿄 내에 세워지며 일본 최초의 한인기독교단이되었다.